# Sülstorf
Sülstorf is een gemeente in de Duitse deelstaat Mecklenburg-Voor-Pommeren, en maakt deel uit van het Landkreis Ludwigslust-Parchim.

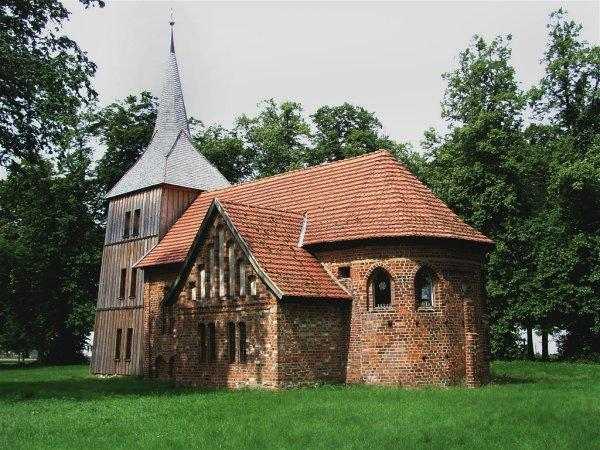
Kerk van Sülstorf

Sülstorf telt 827 inwoners.